# Fontána svatého Viktora

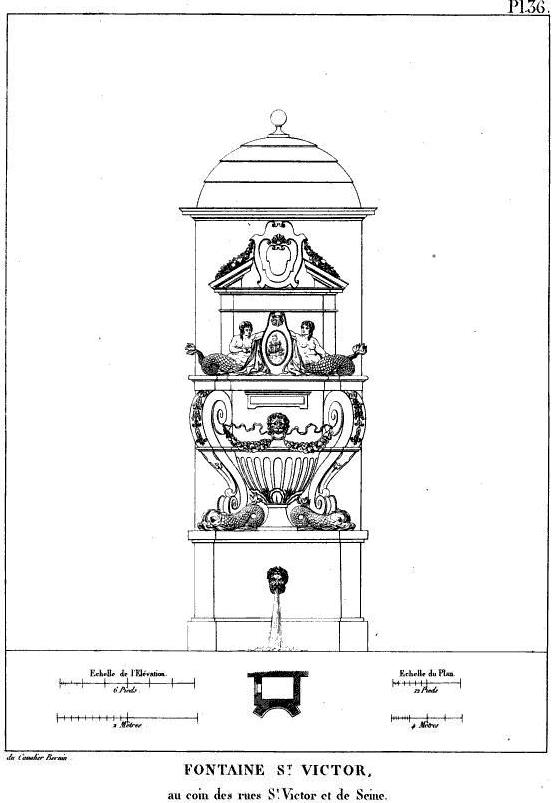
Nákres fontány

Fontána svatého Viktora (francouzsky Fontaine Saint-Victor), též Alexandrova fontána (fontaine d'Alexandre), je zaniklá barokní fontána v Paříži. Byla umístěna v roce 1686 na rohu ulic Rue de Seine (dnes Rue Cuvier) a Rue Saint-Victor (dnes Rue Linné) naproti nemocnici Pitié. Byla zbořena v roce 1840.

## Historie
Autor fontány je neznámý. Na své místo byla v roce 1686 pouze přemístěna, nikoliv postavena, byla tedy staršího data. V roce 1671 nařídila státní rada postavit v Paříži devět fontán a při té příležitosti byla v letech 1686-1687 přemístěna i tato fontána na své konečné místo. Byla připojena k tzv. Alexandrově věži, která byla součástí hradeb opatství Saint-Victor.
Od 18. století se její stav zhoršoval a po zboření opatství v roce 1811 stála osamoceně. Při rozšíření dnešní ulice Rue Cuvier a prodloužení ulice Rue Linné byla fontána v roce 1840 zbořena a jen několik metrů od ní vyrostla Cuvierova fontána.

## Popis
Ve spodní části fontány byl bronzový maskaron chrlící vodu. Nad ním se nacházela velká kamenná váza zasazená do zdi. Váza měla dvě držadla, pod kterými leželi dva delfíni, nad vázou byla lví hlava a nad ní latinský nápis. Nad nápisem byla římsa, na které ležely dvě mořské panny a mezi sebou držely kartuši se znakem města Paříže. Fontána byla zakončena kamennou kupolí.